# Giovanni Sodano
Giovanni Sodano (Isola d'Asti, 23 dicembre 1901 – Isola d'Asti, 15 giugno 1991) è stato un politico italiano.

## Biografia
Agricoltore, impegnato in politica con la Democrazia Cristiana, fu deputato della Repubblica dal 1948 al 1963.
Sposò Delfina Brignolo ed ebbero sei figli, il secondo dei quali fu Angelo, futuro cardinale.
Morì all'età di 89 anni, il 15 giugno 1991.